# 馮志強 (導演)
馮志強，香港導演、編劇。
編劇作品包括周星馳的《少林足球》《長江七號》《西遊．降魔篇》《美人魚》，杜琪峰的《每當變幻時》《天生一對》《文雀》《報應》，無線電視劇《創世紀》等等，《創世紀》第48集中，一段由主角許文彪（陳錦鴻飾）論及地產發展的對白，成為網絡熱話，引發全國對當下樓市的共鳴，事件被中外媒體廣泛關注，更獲國際雜誌《亞洲周刊》專題報導。並憑《美人魚》獲提名香港電影金像獎最佳編劇，編劇作品票房累積超過五十億。
首部導演電影《懸紅》獲提名香港電影金像獎最佳新導演，並入圍烏甸尼、倫敦、瑞典、巴西、悉尼等各地影展，音樂奇幻愛情電影《大樂師．為愛配樂》獲得四項金像獎提名包括最佳男主角（鄭中基）、最佳男配角（姜皓文）等，並在《日本福岡國際電影節》獲得最高榮譽的觀眾大賞。
導演的犯罪動作巨製《犯罪現場》由爾冬陞監製、古天樂主演，除入圍荷蘭鹿特丹國際電影節等多個海外影展外，更獲得香港電影金像獎最佳男主角、男配角等六項提名，《HKMOVIE6全民票選電影大獎》最佳電影、最佳導演，並再次在《日本福岡國際電影節》獲得最高榮譽的觀眾大賞第一名。
2022年最新作品是劇集《I SWIM》及與陳果、許業生合導三個短篇組成的驚悚懸疑電影《失衡凶間》，其中由任賢齊吳海昕主演的單元《唐樓》。

## 簡歷
馮志強畢業於香港浸會大學。
編劇作品包括周星馳的《少林足球》《長江七號》《西遊．降魔篇》《美人魚》，杜琪峰的《每當變幻時》《天生一對》《文雀》《報應》，無線電視劇《創世紀》等等，《創世紀》第48集中，一段由主角許文彪（陳錦鴻飾）論及地產發展的對白，成為網絡熱話，引發全國對當下樓市的共鳴，事件被中外媒體廣泛關注，更獲國際雜誌《亞洲周刊》專題報導。並憑《美人魚》獲提名香港電影金像獎最佳編劇，編劇作品票房累積超過五十億。
首部導演電影《懸紅》獲提名香港電影金像獎最佳新導演，並入圍烏甸尼、倫敦、瑞典、巴西、悉尼等各地影展，音樂奇幻愛情電影《大樂師．為愛配樂》獲得四項金像獎提名包括最佳男主角（鄭中基）、最佳男配角（姜皓文）等，並在《日本福岡國際電影節》獲得最高榮譽的觀眾大賞。
導演的犯罪動作巨製《犯罪現場》由爾冬陞監製、古天樂主演，除入圍荷蘭鹿特丹國際電影節等多個海外影展外，更獲得香港電影金像獎最佳男主角、男配角等六項提名，《HKMOVIE6全民票選電影大獎》最佳電影、最佳導演，並再次在《日本福岡國際電影節》獲得最高榮譽的觀眾大賞第一名。
2022年最新作品是劇集《I SWIM》及與陳果、許業生合導三個短篇組成的驚悚懸疑電影《失衡凶間》，其中由任賢齊吳海昕主演的單元《唐樓》。

## 電影作品
| 年份 | 中文片名        | 職銜       | 主演                                                                         | 香港票房（港圆） | 備註                                                                                        |
| 2001 | 少林足球        | 編劇       | 周星馳 趙薇                                                                  |                  | 周星馳導演                                                                                  |
| 2002 | 慳錢家族        | 編劇       | 鄭裕玲 陳奕迅 楊千嬅 曾志偉                                                  |                  | 趙崇基導演                                                                                  |
| 2006 | 天生一對        | 編劇       | 楊千嬅 任賢齊                                                                |                  | 羅永昌導演                                                                                  |
| 2007 | 單身部落        | 編劇       | 李彩華 谷祖琳 黃浩然                                                         |                  | 李保樟導演                                                                                  |
| 2008 | 每當變幻時      | 編劇       | 陳奕迅 楊千嬅 黃渤 馮紹峰                                                    |                  | 羅永昌導演                                                                                  |
| 2008 | 長江七號        | 編劇       | 周星馳 徐嬌                                                                  |                  | 周星馳導演                                                                                  |
| 2008 | 三國之見龍卸甲  | 編劇       | 劉德華 洪金寶 Maggie Q                                                       |                  | 李仁港導演                                                                                  |
| 2008 | 文雀            | 編劇       | 任達華、林熙蕾、盧海鵬                                                       |                  | 杜琪峰導演                                                                                  |
| 2008 | 狼牙            | 編劇       | 吳京 盧靖珊                                                                  |                  | 吳京、李忠志導演                                                                            |
| 2011 | 報應            | 編劇       | 任賢齊 黃秋生 文詠珊                                                         |                  | 羅永昌導演                                                                                  |
| 2012 | 懸紅            | 導演、編劇 | 杜汶澤、薛凱琪、萬梓良                                                       |                  | 第32屆香港電影金像獎新晉導演提名                                                            |
| 2013 | 西遊降魔篇      | 編劇       | 舒淇 文章 黃渤                                                               |                  | 周星馳導演                                                                                  |
| 2013 | 超級經理人      | 導演、編劇 | 杜汶澤、蔡卓妍、高雲翔、許靖韻、王敏奕                                       |                  |                                                                                             |
| 2016 | 美人魚          | 編劇       | 鄧超 林允 羅志祥                                                             |                  | 周星馳導演                                                                                  |
| 2018 | 大樂師·為愛配樂 | 導演、編劇 | 鄭中基、顏卓靈、周秀娜、姜皓文、白只                                         |                  | 日本（福岡國際電影節）觀眾大賞                                                              |
| 2019 | 犯罪現場        | 導演、編劇 | 古天樂、宣萱、張繼聰、姜皓文、薛凱琪、顏卓靈、譚耀文、凌文龍、安志杰、劉心悠 |                  | 第3屆MOVIE6全民票選電影大獎最佳電影、最佳導演（馮志強）日本福岡國際電影節最高榮譽的觀眾大賞 |
| 2022 | 失衡凶間~唐樓   | 導演、編劇 | 任賢齊、吳海昕、陳湛文                                                       |                  | 執導單元《失衡凶間：唐樓》                                                                  |

## 電視劇作品
| 年份 | 中文片名         | 職銜       | 主演                           | 備註                              |
| 1998 | 先生貴性         | 編劇       | 羅嘉良 陳慧珊                  | 戚其義監製                        |
| 1999 | 創世紀           | 編劇       | 羅嘉良 陳錦鴻 古天樂           | 戚其義監製                        |
| 2000 | 創世紀II天地有情 | 編劇       | 羅嘉良 古天樂                  | 戚其義監製                        |
| 2000 | 廟街媽兄弟       | 編劇       | 李克勤 梁漢文                  | 潘嘉德監製                        |
| 2001 | 昏前婚後         | 編劇       | 汪明荃 劉松仁                  | 潘嘉德監製                        |
| 2022 | I SWIM           | 導演、編劇 | 呂爵安、魏浚笙、吳海昕及袁澧林 | 根據馮志強原創小說《I, SWIM》改編 |